# Zeya'Abad
Zeya'Abad (farsi ضیاءآباد) è una città dello shahrestān di Takestan, circoscrizione di Zeya'Abad, nella provincia di Qazvin in Iran. Aveva, nel 2006, una popolazione di 8.385 abitanti. 